# Ламб (дворянский род)
Ламб — русский дворянский род, происходящий из Англии.
Варфоломей Андреевич Ламб, «шотландский дворянин» поступил на русскую службу при Петре Великом; в царствование Елизаветы был товарищем губернатора в Киеве. Его сын Иван Варфоломеевич (1738—1801) был вице-президентом военной коллегии, генералом от инфантерии и членом Государственного совета.
Со смертью их сына Петра (1780—1816) род Ламба в России пресёкся; фамилия Ламб была передана сыну Ивана Кузьмича и Анны Ивановны (урожд. Ламб) Васьковых, Ивану Ивановичу Васькову, с правом именоваться Васьковым-Ламб.